# Liste der Baudenkmäler in Pöttmes
Auf dieser Seite sind die Baudenkmäler in dem schwäbischen Markt Pöttmes zusammengestellt. Diese Tabelle ist eine Teilliste der Liste der Baudenkmäler in Bayern. Grundlage ist die Bayerische Denkmalliste, die auf Basis des Bayerischen Denkmalschutzgesetzes vom 1. Oktober 1973 erstmals erstellt wurde und seither durch das Bayerische Landesamt für Denkmalpflege geführt wird. Die folgenden Angaben ersetzen nicht die rechtsverbindliche Auskunft der Denkmalschutzbehörde.

## Ensembles

### Ensemble Marktplatz

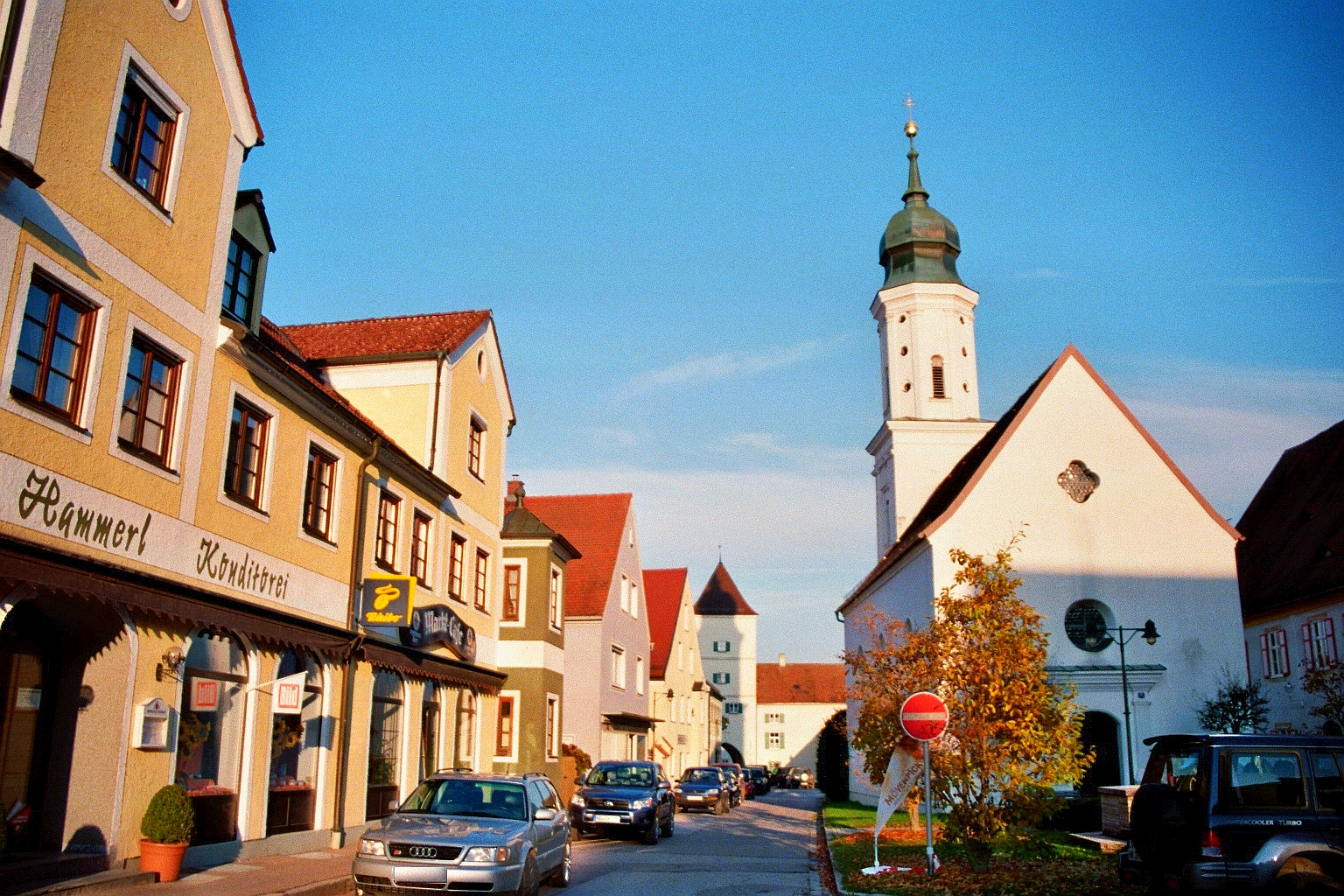

Das Ensemble umfasst als südlichen Teil des Ortes den ursprünglich durch Mauern und Wassergräben befestigten inneren Markt, der sich, begrenzt von zwei spätmittelalterlichen Tortürmen, von Osten nach Westen hinzieht. Der Marktplatz zeigt eine geschlossene, dabei aber unregelmäßige Bebauung, der den Bautypen und ihrer Zuordnung nach durch die feudale Gutsherrengeschichte geprägt ist. Der langgestreckte Schlosstrakt der Freiherren von Gumppenberg, die im 14. Jahrhundert in den Besitz des Marktrechtes für Pöttmes kamen, ist bestimmendstes Gebäude des Platzes; in unterschiedlichen Dimensionen, verschiedenen Bauhöhen, mit vor- und zurückspringenden Fronten, Trauf- und Giebeldächern schließen sich an: Amtsgebäude, Schlossbrauerei, Ökonomiegebäude, vereinzelt Bürgerhäuser. In seinem östlichen Abschnitt wird der Straßenplatz durch die Johanneskapelle zweigeteilt. Aktennummer: E-7-71-156-1.

## Baudenkmäler nach Ortsteilen

### Pöttmes
| Lage                                      | Objekt                                     | Beschreibung | Akten-Nr.     | Bild           |
| ----------------------------------------- | ------------------------------------------ | --- | ------------- | -------------- |
| Erdweg 8 (Standort)                       | Apotheke                                   | Zweigeschossiger Satteldachbau, im Kern 18. Jahrhundert, im 19./20. Jahrhundert verändert | D-7-71-156-1  | Apotheke       |
| Kirchplatz 2 (Standort)                   | Pfarrhaus                                  | Zweigeschossiger, traufständiger Satteldachbau mit zwei Aufzugsluken, Nische mit Hausmadonna, im Kern Ende 18. Jahrhundert, im 19./20. Jahrhundert erneuert | D-7-71-156-3  | BW             |
| Kirchplatz 7 (Standort)                   | Nothelferkapelle                           | Ovaler, flachgedeckter Baukörper, 1614, mit Familiengruft der Freiherren zu Gumppenberg, bezeichnet 1847 | D-7-71-156-4  | weitere Bilder |
| Kirchplatz 8 (Standort)                   | Katholische Pfarrkirche St. Peter und Paul | Dreischiffige Pfeilerbasilika, im Kern vor 1278, um 1478 erweitert, 1893 ff., 1956 ff. und 1995 ff. verändert; mit Ausstattung | D-7-71-156-5  | weitere Bilder |
| Kirchplatz 8 (Standort)                   | Kriegerdenkmal                             | Vier Löwen um Obelisk, 1905 errichtet, 1922 erweitert | D-7-71-156-6  | weitere Bilder |
| Marktplatz 1 (Standort)                   | Östlicher Torturm                          | Mit spitzbogiger Durchfahrt und Zeltdach, anschließend zweigeschossige Flügelbauten, im Kern 15./16. Jahrhundert | D-7-71-156-8  | weitere Bilder |
| Marktplatz 3 (Standort)                   | Bürgerhaus                                 | Langgestreckter, traufständiger Satteldachbau, eingeschossig mit Kniestock, 19. Jahrhundert | D-7-71-156-9  | BW             |
| Marktplatz 6 (Standort)                   | Bürgerhaus                                 | Zweigeschossiger Giebelbau mit Satteldach und Bodenerker, im Kern Mitte 18. Jahrhundert, Ende 19. Jahrhundert verändert | D-7-71-156-10 | BW             |
| Marktplatz 7 (Standort)                   | Schloss Gumppenberg                        | Zweigeschossige Dreiflügelanlage mit Satteldach, bezeichnet 1683; Ökonomiegebäude Mitte 19. Jahrhundert; Marienbrunnen, Mitte 18. Jahrhundert; Schlosspark; Ummauerung, Mitte 19. Jahrhundert, mit katholische Kapelle St. Antonius von Padua, 1860 | D-7-71-156-11 | weitere Bilder |
| Marktplatz 9 (Standort)                   | Katholische Kirche St. Johannes der Täufer | Pilastergegliederter, flachgedeckter Rechteckbau, 1700/04; mit Ausstattung | D-7-71-156-12 | weitere Bilder |
| Marktplatz 11 (Standort)                  | Ehemaliger Getreidespeicher                | Dreigeschossiger Traufseitbau mit steilem Satteldach und Aufzugsluken, 18. Jahrhundert | D-7-71-156-13 | weitere Bilder |
| Marktplatz 13 (Standort)                  | Bürgerhaus                                 | Giebelständiger, zweigeschossiger Satteldachbau, zum Teil mit Segmentbogenfenstern, Anfang 19. Jahrhundert | D-7-71-156-14 | BW             |
| Marktplatz 18, 20, 22 (Standort)          | Ehemalige Schlossbrauerei                  | seit 2009 der mittlere und östliche Teil Rathaus, platzbeherrschender, stattlicher, langgestreckter, zweigeschossiger Halbwalmdachbau, wohl unter Einbeziehung eines Vorgängerbaus des 17. Jahrhunderts um 1805 neu errichtet, Instandsetzung 2005 – 2009, im Mittelteil Fresko von Karl Radinger, 1953; rückseitig konisch gemauerter Brauereikamin aus Sichtziegeln | D-7-71-156-60 | weitere Bilder |
| Marktplatz 19 (Standort)                  | Ehemaliges Schloss                         | Dann Ökonomie- und Verwaltergebäude, dreigeschossiger Traufseitbau mit steilem Satteldach, Aufzugsluken im Giebel, mit Eckrustizierung und Resten von Architekturmalerei, 17./18. Jahrhundert | D-7-71-156-15 | weitere Bilder |
| Marktplatz 42 (Standort)                  | Westlicher Torturm                         | Mit Zeltdach und spitzbogiger Durchfahrt und anschließenden Flügelbauten mit Satteldach, 15. Jahrhundert | D-7-71-156-16 | weitere Bilder |
| Marktstraße 18 (Standort)                 | Bauernhaus                                 | Erdgeschossiger, giebelständiger Satteldachbau mit geschweiftem Giebelaufsatz, bezeichnet 1808 | D-7-71-156-55 | BW             |
| Neuburger Straße 1 (Standort)             | Wohnhaus                                   | Zweigeschossiger Satteldachbau mit reicher Fassadengliederung, um 1860/70 errichtet, später verändert | D-7-71-156-66 | BW             |
| Neuburger Straße 8 (Standort)             | Pietà                                      | Wohl 18. Jahrhundert; in moderner Wegkapelle | D-7-71-156-17 | BW             |
| Partnerschaftsplatz 1 (Standort)          | Wohn- und Geschäftshaus                    | Eineinhalbgeschossiger Satteldachbau mit Zwerchgiebel, originale Ladeneinbauten, 1902 | D-7-71-156-2  | weitere Bilder |
| Sanitätsrat-Dr.-Jorns-Straße 6 (Standort) | Katholische Friedhofskapelle Maria Hilf    | Schlichter Rechteckbau mit eingezogener, halbrunder Apsis und Dachreiter, um 1700; mit Ausstattung | D-7-71-156-18 | weitere Bilder |
| v.-Gumppenberg-Straße 38 (Standort)       | Bürgerhaus                                 | Giebelständiger, zweigeschossiger Satteldachbau, 1706 | D-7-71-156-54 | BW             |

### Batzmühle
| Lage                   | Objekt                         | Beschreibung                              | Akten-Nr.     | Bild                           |
| ---------------------- | ------------------------------ | ----------------------------------------- | ------------- | ------------------------------ |
| Batzmühle 1 (Standort) | Katholische Kapelle St. Ulrich | Schlichter Satteldachbau, 19. Jahrhundert | D-7-71-156-20 | Katholische Kapelle St. Ulrich |

### Ebenried
| Lage                   | Objekt                           | Beschreibung | Akten-Nr.     | Bild |
| ---------------------- | -------------------------------- | --- | ------------- | ---- |
| Ebenried 20 (Standort) | Katholische Pfarrkirche St. Anna | Flachgedeckter Saalbau mit Satteldachturm, im Kern 15./16. Jahrhundert, 1655/58 Umgestaltung, 1729 Langhauserweiterung nach Norden; mit Ausstattung | D-7-71-156-22 | BW   |

### Echsheim
| Lage                               | Objekt                                    | Beschreibung | Akten-Nr.     | Bild                     |
| ---------------------------------- | ----------------------------------------- | --- | ------------- | ------------------------ |
| Pfarrer-Bauer-Straße 2 (Standort)  | Katholische Pfarrkirche Mariä Heimsuchung | Einschiffiges Langhaus mit Flachdecke und eingezogenem Chor, Chor und Turmuntergeschosse Anfang 15. Jahrhundert, Langhaus 1862; mit Ausstattung     | D-7-71-156-24 | weitere Bilder           |
| Pfarrer-Bauer-Straße 4 (Standort)  | Ehemaliges Gasthaus Mair                  | Stattlicher zweigeschossiger, giebelständiger Satteldachbau, im Kern 17./18. Jahrhundert, mit barockisierender Putzgliederung, Ende 19. Jahrhundert | D-7-71-156-25 | Ehemaliges Gasthaus Mair |
| Reichersteiner Straße 7 (Standort) | Bauernhaus                                | Erdgeschossiger, giebelständiger Satteldachbau mit Segmentbogenfenstern und Traufknoten, zweite Hälfte 19. Jahrhundert                              | D-7-71-156-26 | Bauernhaus               |

### Grimolzhausen
| Lage                          | Objekt                                    | Beschreibung                                                                                           | Akten-Nr.     | Bild |
| ----------------------------- | ----------------------------------------- | --- | ------------- | ---- |
| Pöttmeser Straße 2 (Standort) | Katholische Pfarrkirche Mariä Heimsuchung | Eingezogener Chor und Satteldachturm, Chor und Turm 15. Jahrhundert, Langhaus 1855/56; mit Ausstattung | D-7-71-156-28 | BW   |

### Gumppenberg
| Lage                     | Objekt                        | Beschreibung                                                                                    | Akten-Nr.     | Bild |
| ------------------------ | ----------------------------- | ----------------------------------------------------------------------------------------------- | ------------- | ---- |
| Gumppenberg (Standort)   | Katholische Kapelle St. Georg | Saalbau, Dachreiter mit Zwiebelhaube, 1920/21; mit Ausstattung                                  | D-7-71-156-29 | BW   |
| Gumppenberg 1 (Standort) | Ehemaliges Gerichtsgebäude    | Zweigeschossiger Satteldachbau mit Anbau, 16. Jahrhundert, im 18. und 19. Jahrhundert erweitert | D-7-71-156-30 | BW   |

### Gundelsdorf
| Lage                                                    | Objekt                              | Beschreibung | Akten-Nr.     | Bild                           |
| ------------------------------------------------------- | ----------------------------------- | --- | ------------- | ------------------------------ |
| Bürgermeister-Hundseder-Straße 11 (Standort)            | Katholische Pfarrkirche Hl. Kreuz   | Kreuzförmige, neogotische Anlage mit einschiffigem Langhaus, querschiffartigen Abseiten und eingezogenem Chor, nach Plänen von Anton Wagner und Johann Baptist Schott, 1913 ff.; mit Ausstattung | D-7-71-156-31 | weitere Bilder                 |
| Bürgermeister-Mörtl-Straße 39 (Standort)                | Katholische Kapelle Maria Hilf      | 1928/29 errichtet; mit Ausstattung | D-7-71-156-61 | Katholische Kapelle Maria Hilf |
| Bürgermeister-Mörtl-Straße 47 (Standort)                | Ehemaliges Schulhaus                | Zweigeschossiger Walmdachbau, bezeichnet 1858, 1996/97 zum Wohnhaus umgestaltet | D-7-71-156-59 | Ehemaliges Schulhaus           |
| Wäschenfeld (an der Straße nach Schönleiten) (Standort) | Katholische Kapelle St. Franz Xaver | 17. Jahrhundert; mit Ausstattung | D-7-71-156-58 | weitere Bilder                 |

### Handzell
| Lage                      | Objekt                                      | Beschreibung | Akten-Nr.     | Bild                          |
| ------------------------- | ------------------------------------------- | --- | ------------- | ----------------------------- |
| Hauptstraße 17 (Standort) | Katholische Pfarrkirche St. Maria Magdalena | Einschiffiges Langhaus mit Flachdecke und eingezogenem Chor, im Kern romanisch, Langhaus um 1448 (Dendrochronologie) verändert, Chor und Turm 14./15. Jahrhundert, Turmaufbau erste Hälfte 18. Jahrhundert, Langhauserweiterung 1983ff.; mit Ausstattung | D-7-71-156-33 | weitere Bilder                |
| Hauptstraße 25 (Standort) | Ehemaliges Gasthaus zur Krone               | Stattlicher zweigeschossiger Satteldachbau mit Bodenerker und Rundbogeneingang, erste Hälfte 18. Jahrhundert | D-7-71-156-34 | Ehemaliges Gasthaus zur Krone |

### Immendorf
| Lage                    | Objekt                            | Beschreibung | Akten-Nr.     | Bild           |
| ----------------------- | --------------------------------- | --- | ------------- | -------------- |
| Immendorf 38 (Standort) | Katholische Filialkirche St. Anna | Flachgedeckter Saalbau mit eingezogenem Chor unter Stichkappentonne, Langhaus romanisch, Chor und Satteldachturm zweite Hälfte 15. Jahrhundert, 1738 umgestaltet; mit Ausstattung | D-7-71-156-35 | weitere Bilder |

### Koppenzell
| Lage             | Objekt              | Beschreibung             | Akten-Nr.     | Bild |
| ---------------- | ------------------- | ------------------------ | ------------- | ---- |
| Anger (Standort) | Katholische Kapelle | 1866/67; mit Ausstattung | D-7-71-156-36 | BW   |

### Kühnhausen
| Lage                     | Objekt                         | Beschreibung                                                                     | Akten-Nr.     | Bild |
| ------------------------ | ------------------------------ | -------------------------------------------------------------------------------- | ------------- | ---- |
| Kühnhausen 24 (Standort) | Katholische Kapelle St. Joseph | Kleiner Saalbau mit dreiviertelrund geschlossenem Chor, 1756/57; mit Ausstattung | D-7-71-156-37 | BW   |

### Mandlach
| Lage                  | Objekt                    | Beschreibung                                                                          | Akten-Nr.     | Bild                      |
| --------------------- | ------------------------- | ------------------------------------------------------------------------------------- | ------------- | ------------------------- |
| Mandlach 2 (Standort) | Wohnhaus eines Bauernhofs | eingeschossiger Satteldachbau mit Kniestock und klassizisierender Gliederung, um 1905 | D-7-71-156-67 | Wohnhaus eines Bauernhofs |

### Osterzhausen
| Lage                              | Objekt                              | Beschreibung | Akten-Nr.     | Bild |
| --------------------------------- | ----------------------------------- | --- | ------------- | ---- |
| Heuweg 5 (Standort)               | Ehemaliges Gasthaus                 | Zweigeschossiger Bau mit Halbwalmdach und Eckquaderung, um 1815                                                                  | D-7-71-156-39 | BW   |
| Obere Straße 1 (Standort)         | Katholische Pfarrkirche St. Michael | Einschiffiger, pilastergegliederter Bau mit Tonnengewölbe und eingezogenem Chor, 1791 errichtet, 1872 erweitert; mit Ausstattung | D-7-71-156-38 | BW   |
| Sankt-Michael-Straße 4 (Standort) | Ehemaliges Pfarrhaus                | Zweigeschossiger Satteldachbau mit Aufzugsluke und Segmentbogenfenster, 1856                                                     | D-7-71-156-40 | BW   |

### Reicherstein
| Lage                       | Objekt                        | Beschreibung                                                                   | Akten-Nr.     | Bild                          |
| -------------------------- | ----------------------------- | ------------------------------------------------------------------------------ | ------------- | ----------------------------- |
| Sebastianstraße (Standort) | Katholische Kapelle Hl. Kreuz | Schlichter Rechteckbau mit Dachreiter, 1838/39; mit Ausstattung                | D-7-71-156-41 | Katholische Kapelle Hl. Kreuz |
| Weidorfer Weg 1 (Standort) | Mesnerhaus                    | Erdgeschossiger Satteldachbau mit Putzgliederung, erste Hälfte 19. Jahrhundert | D-7-71-156-42 | Mesnerhaus                    |

### Sankt Othmar
| Lage                      | Objekt                                  | Beschreibung | Akten-Nr.     | Bild |
| ------------------------- | --------------------------------------- | --- | ------------- | ---- |
| Sankt Othmar 3 (Standort) | Katholische Wallfahrtskirche St. Othmar | Kurzes, niedriges Langhaus mit dreiseitig geschlossenem Chor und Satteldachturm, im Kern romanisch, im 15. Jahrhundert verändert; mit Ausstattung | D-7-71-156-43 | BW   |

### Schnellmannskreuth
| Lage                    | Objekt                                    | Beschreibung                                                                    | Akten-Nr.     | Bild |
| ----------------------- | ----------------------------------------- | ------------------------------------------------------------------------------- | ------------- | ---- |
| Dorfstraße 3 (Standort) | Katholische Pfarrkirche Mariä Himmelfahrt | Im Kern spätgotisch, Langhaus 1741, 1865 und 1956ff. erweitert; mit Ausstattung | D-7-71-156-44 | BW   |

### Schorn
| Lage                                            | Objekt                             | Beschreibung                                                                   | Akten-Nr.              | Bild           |
| ----------------------------------------------- | ---------------------------------- | ------------------------------------------------------------------------------ | ---------------------- | -------------- |
| Fuchsberg, am westlichen Ortsausgang (Standort) | Bildstock                          | Mit Kreuzigungsgruppe, frühes 18. Jahrhundert                                  | D-7-71-156-47 Wikidata | weitere Bilder |
| Ortsstraße (Standort)                           | Katholische Pfarrkirche St. Magnus | 13. Jahrhundert, Langhaus 1955 erweitert; mit Ausstattung                      | D-7-71-156-45          | weitere Bilder |
| Schloßstraße 3 (Standort)                       | Schloss                            | Zweigeschossiger Walmdachbau mit Freitreppe und Terrasse, Ende 18. Jahrhundert | D-7-71-156-46          | Schloss        |

### Sedlbrunn
| Lage                   | Objekt  | Beschreibung | Akten-Nr.     | Bild |
| ---------------------- | ------- | --- | ------------- | ---- |
| Sedlbrunn 1 (Standort) | Gutshof | Einheitliche, geschlossene Vierseitanlage; Hauptgebäude, zweigeschossiger Walmdachbau mit Segmentbogenfenstern; eingeschossige Wirtschaftsgebäude; Ummauerung und Hoftor; 1858/59. | D-7-71-156-48 | BW   |

### Wagesenberg
| Lage                                               | Objekt                         | Beschreibung                                                 | Akten-Nr.     | Bild |
| -------------------------------------------------- | ------------------------------ | ------------------------------------------------------------ | ------------- | ---- |
| in Wagesenberg (Standort)                          | Katholische Kapelle St. Ulrich | Schlichter Rechteckbau mit Dachreiter, 1884; mit Ausstattung | D-7-71-156-49 | BW   |
| Ackerschlag, westlich des Ortes im Wald (Standort) | Wegkreuz                       | Sogenanntes Ochsenkreuz, mit Figurengruppe von 1869          | D-7-71-156-64 | BW   |

### Wiesenbach
| Lage                        | Objekt                                  | Beschreibung | Akten-Nr.     | Bild                               |
| --------------------------- | --------------------------------------- | --- | ------------- | ---------------------------------- |
| Baarer Straße (Standort)    | Denkmal mit Steinfigur einer Trauernden | Wohl frühes 19. Jahrhundert | D-7-71-156-65 | BW                                 |
| Baarer Straße 26 (Standort) | Ehemaliges Gendarmeriegebäude           | Zweigeschossiger Walmdachbau mit Mittelrisalit und polygonalen Ecktürmen, 1914                                                    | D-7-71-156-50 | Ehemaliges Gendarmeriegebäude      |
| Baarer Straße 30 (Standort) | Ehemaliges Pfarrhaus                    | Neubarocker, zweigeschossiger Traufseitbau mit Satteldach, polygonalem Eckerker, abgedecktem Giebelgesims und Relief, 1911        | D-7-71-156-51 | Ehemaliges Pfarrhaus               |
| Baarer Straße 32 (Standort) | Bauernhaus                              | Eineinhalbgeschossiger Satteldachbau mit traufseitigem Zwerchhaus, Freitreppe und reichen Putzgliederungen, bezeichnet mit "1912" | D-7-71-156-57 | Bauernhaus                         |
| Baarer Straße 34 (Standort) | Katholische Pfarrkirche St. Markus      | 1959/60, Turm 17. Jahrhundert; mit Ausstattung                                                                                    | D-7-71-156-52 | Katholische Pfarrkirche St. Markus |

## Ehemalige Baudenkmäler
In diesem Abschnitt sind Objekte aufgeführt, die früher einmal in der Denkmalliste eingetragen waren, jetzt aber nicht mehr. Objekte, die in anderem Zusammenhang also z. B. als Teil eines Baudenkmals weiter eingetragen sind, sollen hier nicht aufgeführt werden. Aktennummern in diesem Abschnitt sind ehemalige, jetzt nicht mehr gültige Aktennummern.

| Lage                                        | Objekt     | Beschreibung                                                            | Akten-Nr.     | Bild |
| ------------------------------------------- | ---------- | ----------------------------------------------------------------------- | ------------- | ---- |
| Pöttmes v.-Gumppenberg-Straße 36 (Standort) | Bürgerhaus | Erdgeschossiger Giebelbau mit Satteldach und Steherker, 18. Jahrhundert | D-7-71-156-19 | BW   |